# Niemberg
Niemberg è un ex comune tedesco di 1 482 abitanti, situato nel land della Sassonia-Anhalt.
Dal 1º gennaio 2010 Niemberg è stato incorporato nel comune di Landsberg, del quale è diventato una frazione.